# Żukowo, Sławieński
Żukowo [ʐuˈkɔvɔ] (trước đây là Suckow của Đức) là một ngôi làng thuộc khu hành chính của Gmina Sławno, thuộc huyện Sławno, Zachodniopomorskie, ở phía tây bắc Ba Lan. Nó nằm khoảng 12 kilômét (7 mi) phía đông nam Sławno và 175 km (109 mi) về phía đông bắc của thủ đô khu vực Szczecin.
Trước năm 1945, khu vực này là một phần của Đức. Đối với lịch sử của khu vực, xem Lịch sử của Pomerania.
Ngôi làng có dân số 340 người.